# Changes (chanson de 2Pac)
Pour les articles homonymes, voir Changes.
Singles de Tupac Shakur
Do for Love
(1997) Unconditional Love
(1999)
Pistes de Greatest Hits
I Get Around California Love
Changes est une chanson du rappeur Tupac Shakur enregistrée en 1992, puis remixée en 1997-1998.
Parue à titre posthume et premier single extrait du best-of Greatest Hits, la chanson parle de tous les différents problèmes rencontrés au cours de la vie de Tupac, notamment le racisme, la brutalité policière, la drogue et la violence des gangs.
Ce titre, parmi les plus populaires et les plus appréciés du rappeur, rencontre le succès dans de nombreux pays, en étant notamment numéro 1 du classement des meilleures ventes de single en Norvège, aux Pays-Bas et dans le top 10 de nombreux pays européens. En Grande-Bretagne, il est tellement plébiscité par le public qu'il est même diffusé sur des radios généralistes.

## Récompenses
Changes a été nommé aux Grammy Awards de 2000 dans la catégorie Best Rap Solo Performance et reste la seule chanson à y avoir été nommée à titre posthume.
En 2009, Changes intègre la playlist officielle sur la page Myspace du Vatican à la 10e position.

## Clip
Le clip, réalisé par Chris Hafner, est une compilation d'autres clips de Tupac sortis précédemment, mais également de photos et vidéos inédites. Il ressemble notamment au clip posthume de The Notorious B.I.G. Dead Wrong sorti en 1999.

## Divers
Changes est un sample du très connu The Way it is par Bruce Hornsby.
Le morceau Changes de 2pac aurait été l'inspiration d'Ismo dans une carrière de rap.
Tupac a écrit et enregistré les deux premiers couplets en 1992 et n'a pu écrire le troisième. Le troisième couplet de Changes est en réalité le troisième couplet de Wonder If Heaven Got a Ghetto.
« Huey » que Tupac mentionne dans la chanson (« It's time to fight back that's what Huey said, two shots in the dark now Huey's dead ») est Huey P. Newton, fondateur du Black Panther Party.